# Mézeray, Sarthe

Mézeray este o comună în departamentul Sarthe, Franța. În 2009 avea o populație de 1,781 de locuitori.